# 岫庄铁路
岫庄铁路是一条连接海岫铁路岫岩站和丹大城际铁路兰店站的普速单线铁路，全线位于中华人民共和国辽宁省内。线路从岫岩县岫岩站引出，向东经龙潭、新甸、庄河市塔岭、大营，终到吴炉镇接入建设中的兰店站，正线全长69.518公里。岫庄铁路的建成将会带动海岫铁路和城庄铁路的货物运输，促进了东北地区铁路网的合理分工，避免辽宁东部地区货物绕行的弊端，同时为岫岩县提供了通往庄河港、丹东港的捷径。

## 历史
岫庄铁路建设工程于2008年5月30日动工，等级为国铁Ⅱ级，线下按国铁I级标准设计。沿线新建大桥42座，涵洞202座，框架桥7座，其中最长隧道是蜜蜂岭隧道，位于岫岩境内，全长1850米。全线设岫岩、前营、蜜蜂岭、新甸、冰峪、仙人洞、大营、兰店8个车站，其中前营、蜜峰岭、冰峪、大营为预留车站。岫岩段的铺架工程于2010年7月10日完成，2011年7月除兰店站及其引入部分以外全部竣工。
由于海城至岫岩铁路原属地方铁路，技术标准与岫岩至庄河铁路不一致，致使岫岩至庄河铁路曾一直无法通车运营。2017年，海岫铁路移交给沈阳局集团。2019年9月28日海岫庄铁路开通客运，次年停运。

## 连接线路
- 岫岩站：海岫铁路
- 兰店站：丹大城际铁路